# Cledus T. Judd
Cledus T. Judd (* 18. Dezember 1964 in Marietta als Barry Poole) ist ein US-amerikanischer Country-Sänger und Entertainer.

## Leben und Wirken
Vor allem ist er für seinen Song I love NASCAR bekannt. Er wird auch als Parodist der Country-Musik bezeichnet und die Encyclopedia of Country Music schreibt ihm einen „Humor zwischen Ray Stevens und Weird Al Yankovic“ zu. Judd arbeitet zunächst als Friseur. Nach dem Sieg in einem Wettbewerb für Amateurmusiker in einem Nachtclub in Atlanta ging er nach Nashville, wo er erste Erfolge in einem lokalen Radiosender hatte, indem er bekannte Countrymusik parodierte. Er wurde nach und nach bekannter und bekam die Gelegenheit, im Vorprogramm von Billy Ray Cyrus zu  spielen. Bald tourte er mit weiteren Countrystars.

## Diskografie

### Alben
| Jahr | Titel                         | Höchstplatzierung, Gesamtwochen, AuszeichnungChartplatzierungen (Jahr, Titel, Platzierungen, Wochen, Auszeichnungen, Anmerkungen) | Höchstplatzierung, Gesamtwochen, AuszeichnungChartplatzierungen (Jahr, Titel, Platzierungen, Wochen, Auszeichnungen, Anmerkungen) | Anmerkungen |
| Jahr | Titel                         | US | Country | Anmerkungen |
| ---- | ----------------------------- | --- | --- | ----------- |
| 1996 | I Stoled This Record          | US173 Gold · (9 Wo.)US | Country23 (73 Wo.)Country |             |
| 1998 | Did I Shave My Back For This? | US181 (2 Wo.)US | Country16 (35 Wo.)Country |             |
| 1999 | Juddmental                    | — | Country48 (10 Wo.)Country |             |
| 2000 | Just Another Day in Parodies  | US198 (2 Wo.)US | Country25 (43 Wo.)Country |             |
| 2002 | Cledus Envy                   | US136 (2 Wo.)US | Country19 (42 Wo.)Country |             |
| 2002 | Cledus Navidad                | — | Country39 (6 Wo.)Country |             |
| 2004 | Bipolar and Proud             | US98 (5 Wo.)US | Country15 (20 Wo.)Country |             |
| 2004 | Boogity, Boogity              | — | Country47 (3 Wo.)Country |             |
| 2009 | Polyrically Uncorrect         | — | Country56 (2 Wo.)Country |             |

Weitere Veröffentlichungen
- 1995: Cledus T. Judd (No Relation)
- 2012: Parodyziac
- 2016: Things I Remember Before I Forget

### Kompilationen
| Jahr | Titel                        | Höchstplatzierung, Gesamtwochen, AuszeichnungChartplatzierungen (Jahr, Titel, Platzierungen, Wochen, Auszeichnungen, Anmerkungen) | Höchstplatzierung, Gesamtwochen, AuszeichnungChartplatzierungen (Jahr, Titel, Platzierungen, Wochen, Auszeichnungen, Anmerkungen) | Anmerkungen |
| Jahr | Titel                        | US | Country | Anmerkungen |
| ---- | ---------------------------- | --- | --- | ----------- |
| 2004 | The Essenshul Cledus T. Judd | — | Country61 (2 Wo.)Country |             |

Weitere Veröffentlichungen
- 1999: Cledus Country

### EPs
| Jahr | Titel                   | Höchstplatzierung, Gesamtwochen, AuszeichnungChartplatzierungen (Jahr, Titel, Platzierungen, Wochen, Auszeichnungen, Anmerkungen) | Höchstplatzierung, Gesamtwochen, AuszeichnungChartplatzierungen (Jahr, Titel, Platzierungen, Wochen, Auszeichnungen, Anmerkungen) | Anmerkungen |
| Jahr | Titel                   | US | Country | Anmerkungen |
| ---- | ----------------------- | --- | --- | ----------- |
| 2003 | A Six Pack of Judd      | US130 (1 Wo.)US | Country19 (10 Wo.)Country |             |
| 2003 | The Original Dixie Hick | — | Country62 (2 Wo.)Country |             |

### Singles
| Jahr | Titel Album                                                                 | Höchstplatzierung, Gesamtwochen, AuszeichnungChartplatzierungen (Jahr, Titel, Album, Platzierungen, Wochen, Auszeichnungen, Anmerkungen) | Höchstplatzierung, Gesamtwochen, AuszeichnungChartplatzierungen (Jahr, Titel, Album, Platzierungen, Wochen, Auszeichnungen, Anmerkungen) | Anmerkungen    |
| Jahr | Titel Album                                                                 | US | Country | Anmerkungen    |
| ---- | --------------------------------------------------------------------------- | --- | --- | -------------- |
| 2000 | My Cellmate Thinks I’m Sexy Just Another Day In Parodies                    | — | Country61 (9 Wo.)Country |                |
| 2000 | How Do You Milk a Cow Just Another Day In Parodies                          | — | Country67 (2 Wo.)Country |                |
| 2003 | Martie, Natalie, and Emily (The Continuing Saga Of) The Original Dixie Hick | — | Country55 (4 Wo.)Country |                |
| 2004 | I Love NASCAR Bipolar And Proud                                             | — | Country48 (6 Wo.)Country | mit Toby Keith |
| 2004 | Bake Me a Country Ham Bipolar And Proud                                     | — | Country58 (1 Wo.)Country |                |
| 2007 | Illegals Boogity, Boogity                                                   | — | Country58 (1 Wo.)Country |                |

Weitere Veröffentlichungen
- 1995: Indian In-Laws
- 1995: Please Take the Girl
- 1995: Stinkin’ Problem
- 1995: Gone Funky
- 1996: If Shania Was Mine
- 1996: (She’s Got a Butt) Bigger Than the Beatles
- 1996: Cledus Went Down to Florida
- 1996: Skoal: The Grundy County Spitting Incident
- 1998: Wives Do It All The Time
- 1998: Every Light in the House Is Blown
- 1998: First Redneck on the Internet (w/ Buck Owens)
- 1998: Did I Shave My Back For This?
- 1999: Coronary Life
- 1999: Christ-mas
- 1999: Shania, I’m Broke
- 2000: Plowboy
- 2002: Breath
- 2002: It’s a Great Day to Be a Guy
- 2003: 270 Somethin'
- 2003: Where’s Your Mommy?
- 2003: The Chicks Did It
- 2005: Paycheck Woman
- 2007: Gitarzan (w/ Heidi Newfield)
- 2009: Waitin’ on Obama
- 2009: Garth must be Busy
- 2009: (If I Had) Kellie Pickler’s Boobs
- 2009: Tiger by the Tail (The Tale of Tiger Woods)
- 2011: If This Is Country Music
- 2012: Double D Cups
- 2012: The House That Broke Me
- 2012: Honeymoon
- 2013: Cledus T.
- 2014: Luke Bryan (w/ Colt Ford)
- 2018: (Weight's Goin’) Up Down, Up Down